# Ilhéu da Praia

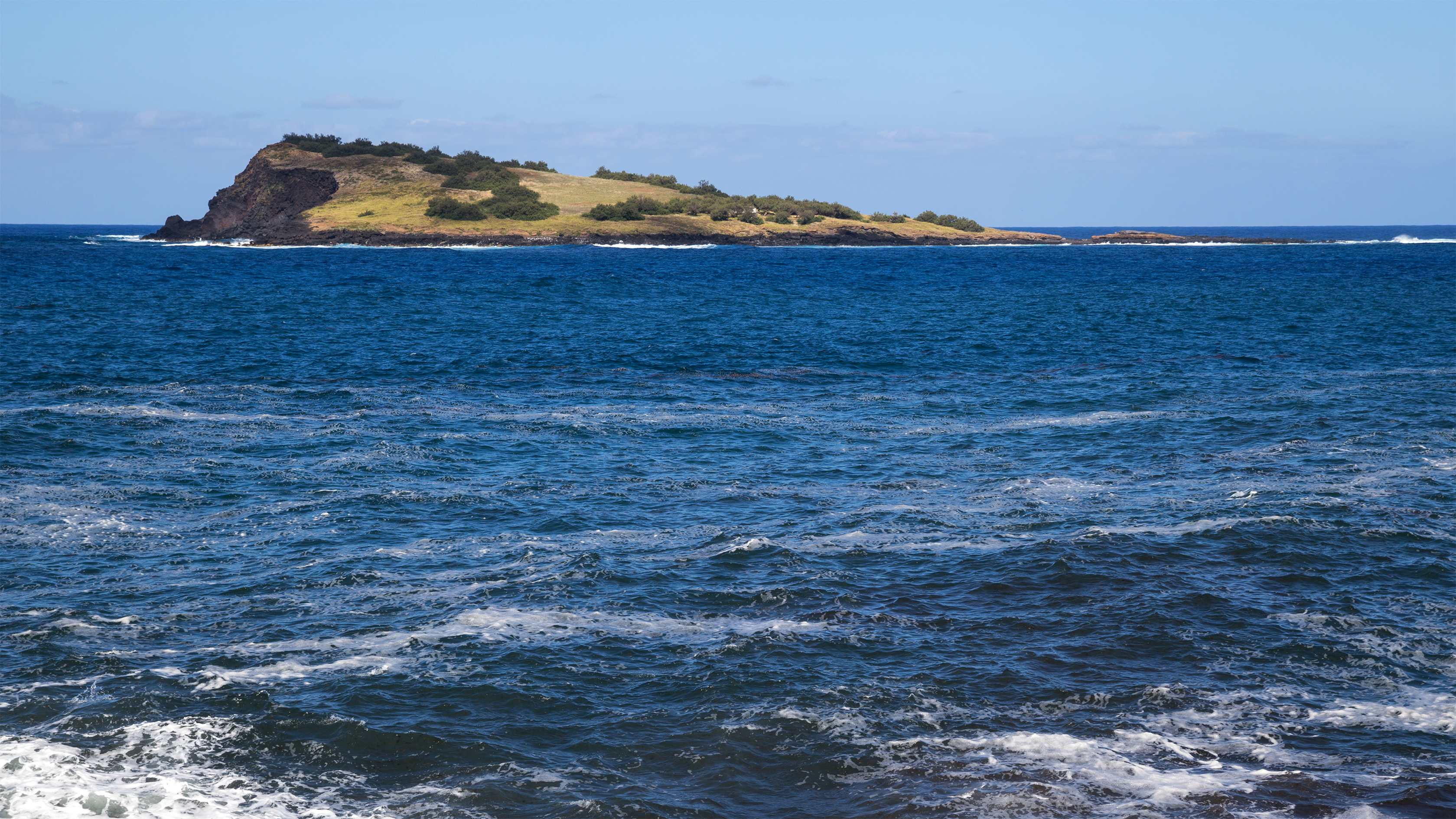
Ilhéu da Praia da Graciosa.

O ilhéu da Praia é uma ilhota basáltica, constituída pelos restos desmantelados de um cone litoral, com uma área emersa de aproximadamente 10 ha. O ilhéu situa-se frente à Vila da Praia da ilha Graciosa, Açores, a cerca de 1,5 km da costa, na posição 39º 03.12' N; 27º 57.10' W. É relativamente baixo, com uma altitude máxima de 52 m acima do nível médio do mar, estando quase inteiramente recoberto por solo relativamente profundo e vegetação arbustiva e endémica, como a Azorina vidalii (vidália).

## Descrição
A estrutura geológica do ilhéu é constituída por formações piroclásticas e escoadas lávicas subaéreas, estando em boa parte palagonitizado, particularmente os depósitos de areias vulcânicas resultantes da erupção da Caldeira da Graciosa.
Os fundos marinhos circundantes são constituídos por escoadas lávicas, apresentando-se parcialmente recobertos por blocos e pequenas manchas arenosas nas zonas mais profundas. O mar em redor do ilhéu é pouco profundo, não ultrapassando os 24 m num raio de 500 m em seu redor.
O ilhéu alberga uma rica e diversificada colónia de aves marinhas, considerada uma das mais ricas dos Açores. Em consequência é considerado muito importante do ponto de vista da ornitologia, dado constituir um ponto de nidificação de aves marinhas, com destaque para o garajau-comum, garajau-rosado, frulho, cagarro, painho-da-madeira e garajau-de-dorso-preto. É igualmente o único lugar do mundo onde se encontra o Hydrobates monteiroi, conhecido pelo nome comum de painho-de-monteiro, a menor ave marinha e endémica dos Açores.
O acesso ao ilhéu está condicionado por razões de protecção da natureza, já que a perturbação humana, associada às actividades de pesca e lazer, causam reduções na produtividade das colónias de aves marinhas. O ilhéu é facilmente acessível por mar, por nele existir um pequeno porto.
A fauna submarina característica dos fundos em torno do ilhéu inclui peixe-cão, santola, boga e bodião-vermelho de grandes dimensões.
A flora submarina caracteriza-se pela co-dominância das espécies Dictyota dichotoma, Corallina officinalis, Asparagopsis armata e de Cystoseira sp.